# Grüner Flechten-Rindenspanner

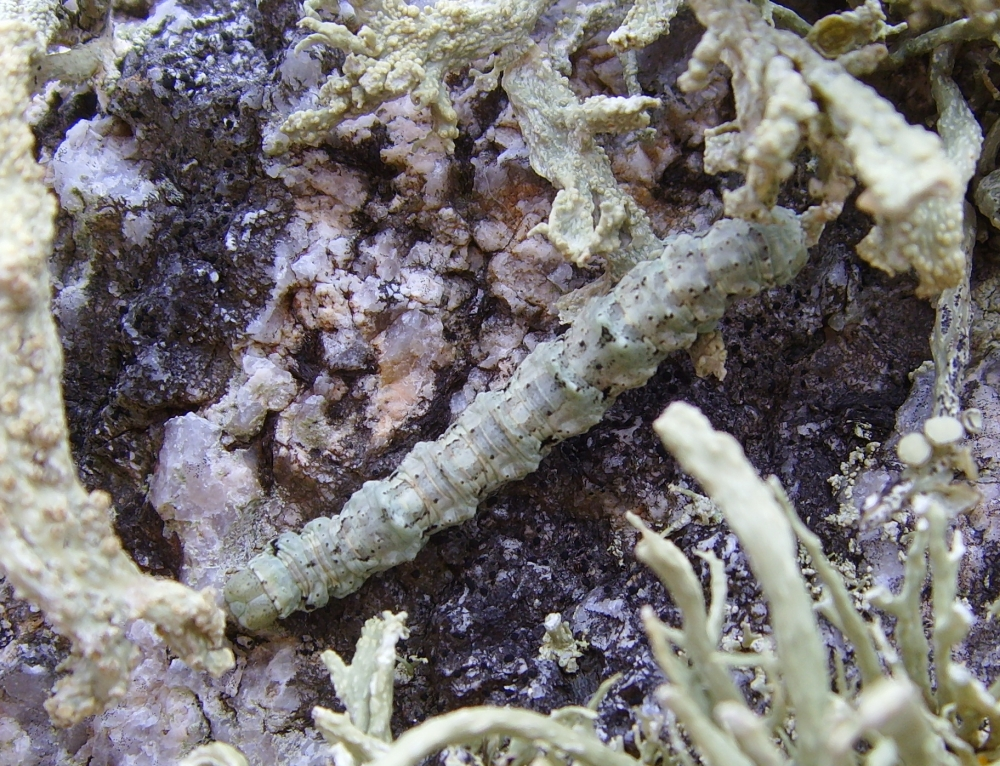
Raupe des Grünen Flechten-Rindenspanners

Der Grüne Flechten-Rindenspanner (Cleorodes lichenaria), auch  Grüner Rindenflechten-Baumspanner oder Rindenflechten-Grünspanner genannt, ist ein Schmetterling (Nachtfalter) aus der Familie der Spanner (Geometridae). 

## Merkmale

### Falter
Mit einer Flügelspannweite von 25 bis 35 Millimetern zählen die Falter zu den kleineren Rindenspannerarten. Die hellgrauen Vorderflügel zeigen nur bei frisch geschlüpften Exemplaren eine grünliche Überstäubung, die jedoch sehr schnell verblasst und in eine verwaschene graubraune Tönung übergeht. Ein Mittelschatten fehlt meistens. Die Vorderflügel sind dunkel bestäubt und zeigen einen länglichen Mittelpunkt. Charakteristisch sind zwei schwarze Querlinien, deren äußere saumwärts stark vorspringt. Die Fransen sind schwarz und weiß gescheckt. Auf den Hinterflügeln befindet sich eine stark gezahnte schwarze Querlinie. Der Saum enthält einige schwarze, halbmondförmige Zeichnungselemente. Die Fühler der Männchen sind beidseitig stark gekämmt, diejenigen der Weibchen sind fadenförmig und beschuppt. 

### Raupe
Erwachsene Raupen sind querfaltig und am vierten und achten Segment mit deutlichen, spitzen Doppelhöckern versehen. Ihre Farbe variiert von moosgrün bis zu grüngrau und zeigt an den Seiten eine schwarze Fleckenzeichnung. Dadurch sind sie in Form und Farbe den Flechten angepasst, auf denen sie leben. Auch der wissenschaftliche Name der Art leitet sich vom lateinischen lichenes = Flechten ab.

### Puppe
Die rotbraune, schlanke Puppe besitzt zwei Dornen sowie zwei Paar sehr kleine Haken am kurzen Kremaster.

## Geographische Verbreitung und Vorkommen
Das Verbreitungsgebiet des Grünen Flechten-Rindenspanners erstreckt sich durch weite Teile Mitteleuropas bis ins Schwarzmeergebiet und zum Kaukasus. In den Alpen steigt er bis auf eine Höhe von 1200 Metern. Die Art bewohnt oftmals feuchte Wälder und Heckengebiete, wurde aber auch an warmen Muschelkalkhängen gefunden.

## Lebensweise
Die Falter sind nachtaktiv und fliegen künstliche Lichtquellen sowie gerne auch Köder an. Hauptflugzeit der ersten Generation sind die Monate Mai und Juni. Eine zweite Generation lebt von Ende Juli bis Ende September. Die Raupen ernähren sich von Flechten, die beispielsweise an Eschen (Fraxinus), Pappeln (Populus), Ulmen (Ulmus), Waldkiefern (Pinus sylvestris) sowie Pflaumen (Prunus domestica) oder auch an Mauern und auf Dächern wachsen. Die Raupen der zweiten Generation überwintern.

## Gefährdung
Die Art kommt in den deutschen Bundesländern in unterschiedlicher Anzahl vor, ist meist sehr selten, gilt gebietsweise als verschollen und wird deshalb auf der Roten Liste gefährdeter Arten in Kategorie 1 („vom Aussterben bedroht“) eingestuft.

## Unterarten
Folgende Unterarten werden unterschieden:
- Cleorodes lichenaria lichenaria
- Cleorodes lichenaria jaspidaria
- Cleorodes lichenaria distinctaria